# Hut Records
Hut Records, coneguda també com a VC Records, és una companyia discogràfica fundada el 1990 com una subsidiària de Virgin Records.
La companyia tenia una selecta gamma d'artistes, arribant al seu punt màxim al contractar a Smashing Pumpkins, qui fins a aquest moment eren part de Caroline Records.
Entre els seus artistes més destacats es trobaven també: 
- The Music
- Placebo
- Richard Ashcroft
- The Verve

A causa d'una decisió estratègica, Virgin decideix tancar Hut el 2004, deixant un 80% dels seus artistes signar per EMI, i el 20% acomiadats.